# Montesa Cota 314 R
La Montesa Cota 314 R, sovint escrit Cota 314R o Cota 314, fou un model de motocicleta de trial de la gamma Cota de Montesa que es fabricà entre 1994 i 1996. Presentada l'octubre de 1993, era la successora de la Cota 311 de 1992 i representà un punt d'inflexió en l'evolució d'aquest model pel fet que, per primer cop, el seu motor no havia estat dissenyat a Catalunya pels tècnics de Montesa sinó al Japó pels d'Honda (amb la col·laboració, això sí, del departament de competició de la marca catalana). Aquest motor, signat per HRC (Honda Racing Corporation), cubicava 261,3 cc i era un monocilíndric de dos temps amb refrigeració líquida i canvi de 6 velocitats.
La Cota 314 R i, especialment, la seva successora, la Cota 315 R de 1997, representaren un important pas endavant en la competitivitat dels models de trial de Montesa. Els principals pilots oficials de la marca al mundial de trial durant l'etapa de la Cota 314 R varen ser l'espanyol Amós Bilbao (dotzè el 1994) i el català Marc Colomer, qui amb aquesta moto fou subcampió del món el 1995 -amb quatre victòries durant la temporada- i campió del món indoor aquell mateix any (tot i que en aquest darrer campionat, disputà les primeres proves encara amb una Beta). L'any següent, 1996, Marc Colomer guanyà ambdós campionats amb el primer prototipus de la Cota 315 R, un model basat en la 314 R que duia, com a principal novetat, un xassís obra d'Antonio Cobas.

## Característiques
Tret del nou motor desenvolupat per HRC, la resta de característiques tècniques de la Cota 314 R continuaven igual que en la seva antecessora, la 311: xassís de doble biga de duralumini obra del fabricant italià Verlicchi, frens de disc a ambdues rodes i un sistema de suspensions molt semblant: al davant, forquilla invertida Paioli "Up-Side Down", tipus Reverse Control amb un diàmetre de 36 mm i un recorregut de 170 mm. Al darrere, monoamortidor basat en el sistema "PRS/Pro Link", el qual es componia de basculant de duralumini i amortidor central Paioli regulable en extensió i compressió, amb un recorregut de 160 mm. A banda, la moto incorporava un nou conjunt de tub d'escapament i silenciador fabricats totalment en alumini i, com a primícia en una motocicleta de trial, el sistema d'encesa electrònica "CDI Digital", una tecnologia que havia estat desenvolupada uns anys abans a l'Honda NR 750.

## Versions

### Llista de versions produïdes
| Versió          | Cilindrada | Anys      | Núm. Sèrie        | Pintura dipòsit    |
| --------------- | ---------- | --------- | ----------------- | ------------------ |
| Cota 314 R "94" | 261,3 cc   | 1994      | VTDNT03900E00001- | Vermell i blau     |
| Cota 314 R "95" | 261,3 cc   | 1995-1996 | ?                 | Blau lilós i blanc |

### Versió "94"
Fitxa tècnica
| Cota 314 R         | Cota 314 R                 |
| ------------------ | -------------------------- |
| Id. Model          | ?                          |
| Núm. Sèrie         | VTDNT03900E00001-          |
| Anys               | 1994                       |
| CC                 | 261,3                      |
| Diàmetre x Carrera | 71 x 66 mm                 |
| Compressió         | 7,9:1                      |
| CV                 | 14 a 4.400 rpm             |
| Carburador         | Dell'Orto PHBH 26 26 mm    |
| Canvi              | 6 velocitats               |
| Suspensió davant   | Forquilla invertida Paioli |
| Suspensió darrera  | Monoamortidor Paioli       |
| Pneumàtic davant   | 2,75 x 21                  |
| Pneumàtic darrera  | 4,00 x 18                  |
| Frens davant       | Disc Brembo 185 mm         |
| Frens darrera      | Disc AJP 150 mm            |
| Pes en sec         | 84 Kg                      |
| Capacitat dipòsit  | 3,1 litres                 |
| Pintura dipòsit    | Vermell i blau             |

### Versió "95"
La segona versió, de 1995, incorporava unes quantes millores tècniques, no gaire significatives, i adoptava una altra combinació de colors.
Fitxa tècnica
| Cota 314 R         | Cota 314 R                 |
| ------------------ | -------------------------- |
| Id. Model          | ?                          |
| Núm. Sèrie         | ?                          |
| Anys               | 1995 - 1996                |
| CC                 | 261,3                      |
| Diàmetre x Carrera | 71 x 66 mm                 |
| Compressió         | 7,9:1                      |
| CV                 | 14 a 4.400 rpm             |
| Carburador         | Dell'Orto PHBH 26 26 mm    |
| Canvi              | 6 velocitats               |
| Suspensió davant   | Forquilla invertida Paioli |
| Suspensió darrera  | Monoamortidor Paioli       |
| Pneumàtic davant   | 2,75 x 21                  |
| Pneumàtic darrera  | 4,00 x 18                  |
| Frens davant       | Disc Brembo 185 mm         |
| Frens darrera      | Disc AJP 150 mm            |
| Pes en sec         | 84 Kg                      |
| Capacitat dipòsit  | 3,1 litres                 |
| Pintura dipòsit    | Blau lilós i blanc         |